# Живей активно
„Живей активно“ е ежегодно спортно събитие включващо различни видове спорт и организирано от компанията „Нестле“.

Предвидено е за любители спортисти и целта му е да популяризира спортуването и неговото положително влияние върху хората. За първи път е проведено в София през 2006 г..
 За да бъде атрактивно, извън спортните събития, организаторите канят също известни спортисти, популярни певци и личности. През годините се увеличават и видовете спорт включени в инициативата. 

През 2015 г. се проведе 10-ото издание на „Живей Активно“, като за първи път то се проведе в 3 града – София, Варна и Бургас.